# Adolf Willem Storm van 's Gravesande
Adolf Willem Storm van 's Gravesande (Demerara, 26 januari 1817 – Lonneker, 21 september 1893) was de eerste burgemeester van kleur in Nederland en lid van een niet-adellijke tak van de adellijke familie Storm van 's Gravesande.

## Biografie
De vader van Storm van 's Gravesande was Cornelis Gerard Storm van 's Gravesande (geboren 1779 in Deventer), eigenaar van koffieplantage De Onderneeming in Demerary. Hij had vijf kinderen bij twee zwarte tot slaaf gemaakte vrouwen op de plantage. De moeder van Storm van 's Gravesande heette Lumea, vermoedelijk door zijn vader vernoemd naar diens zus. Na het overlijden van zijn vader werd Adolf Willem, samen met twee broers, door familie naar Nederland gehaald, zonder zijn moeder. Hij groeide op in landgoed Eerde bij Ommen.
Op twintigjarige leeftijd verhuisde hij naar Enschede, waar hij op 21 maart 1839 trouwde met Juliana Johanna ten Cate (30 januari 1817, Enschede - 13 januari 1892, Lonneker) Haar moeder was Gesina Buddeke en haar vader Hendrik Othmarszoon ten Cate. Het echtpaar bezat steenfabrieken en liet landgoed Römershof met een villa aanleggen. Ze kregen acht kinderen.
Hij werd burgemeester van Lonneker op 1 of 15 april 1859, een jaar voor de eerste stap in de afschaffing van slavernij op 1 januari 1860. Storm van 's Gravenzande bleef burgemeester tot zijn dood in 1893.
Hij was erelid van jachtvereniging St. Hubertus, die is genoemd naar de heilige Hubertus van Luik.